# Raiffeisen-Jubiläumswarte
Die Raiffeisen-Jubiläumswarte ist ein Aussichtsturm in der burgenländischen Stadt Eisenstadt. Er befindet sich oberhalb der Gloriette auf 356 m Höhe und am Südosthang des 484 m hohen Sonnenberges, dem höchsten Berg des Leithagebirges.
Der Aussichtsturm wurde im Rahmen eines Waldfestes am 15. September 2012 eröffnet und ersetzte die 1957 vom Österreichischen Touristenklub erbaute Gloriettewarte, die aus Sicherheitsgründen im Herbst 2011 gesperrt und 2012 abgerissen wurde. Errichtet wurde die neue, 16 m hohe und aus Lärchenholz bestehende Warte von der Stadtgemeinde Eisenstadt, gemeinsam mit dem Verein der Freunde des Eisenstädter Schlossparks, und mit finanzieller Unterstützung durch die Raiffeisenbank Burgenland, die 2012 das 90-jährige Bestehen von Raiffeisenkassen in Burgenland feierte.